# پولینا گاگارینا
پولینا گاگارینا (به روسی: Polina Gagarina) (زاده ۲۷ مارس ۱۹۸۷) یک خوانندهٔ روسی است.
او در سال ۲۰۱۵ در مسابقه یوروویژن دوم شد.